# Manuel de Salamanca
Manuel Silvestre de Salamanca Cano (¿fines del siglo XVII?, Mora (Toledo), España - † diciembre de 1775, Santiago de Chile) ; militar español que ejerció como Gobernador de Chile por tres años y medio entre 1734 y 1737. Llegó a esa colonia siendo sobrino del gobernador Gabriel Cano de Aponte, 1717, de quien fue maestre de campo. Se le sindica como responsable de la Rebelión Mapuche de 1723, al haber instaurado un comercio monopólico sobre los indígenas con la ayuda de los llamados capitanes de amigos. Al finalizar su gobierno, el juicio de residencia al que fue sometido determinó que se reportase a la corte de España, para que fueran revisados los cargos en su contra, centrados en antecedentes de que habría realizado negocios y conservado intereses comerciales durante su gobierno. Por uno u otro motivo, y tras un viaje frustrado vía Lima, nunca cumplió esta orden.

## Biografía
Era hijo de Domingo de Salamanca y Lumbreras y Josefa Cano de Aponte, y llegó a ser caballero de la Orden de Santiago. Sirvió como soldado en la Guerra de Sucesión, tomando parte del lago sitio de Barcelona y en la toma de dicha ciudad en 1714. 
Aparece autorizado para pasar a Chile, comisionado a la tarea de disciplinar tropa de caballería, a finales de 1716, cuando su tío Gabriel Cano se aprestaba a asumir el gobierno de dicha colonia. Una vez allí ejerce como capitán de la compañía de caballería de "Guardias y Guion" de Concepción. Cerca de 1720, ascendido a procurador general del ejército de la frontera, pasa a Lima en busca de recursos y pertrechos. En camino a esa ciudad declaraba haber asumido el mando del barco que lo transportaba para hacer frente a un ataque de piratas ingleses frente a Arica, donde habría puesto en fuga a la nave atacante. En Lima fue nombrado maestre de campo, asumiendo en adelante el comado de la frontera mapuche en las ausencias del gobernador. 
En 1723 se desata una rebelión mapuche, que es explicada como una respuesta ante las situaciones de abuso y monopolio a que fueron sometidos los indígenas por acción de Salamanca y los capitanes de amigos. Estos habrían ejercido gran presión sobre los mercaderes de la frontera con el fin de instaurar un monopolio, sobre todo en el tráfico de ponchos. Durante la rebelión Salamanca participó al mando de columnas de las expediciones punitivas organizadas por los españoles y expulsó a los mapuches de la comarca conocida como Isla de Laja. Las hostilidades se calmaron con los meses y finalizaron con el Parlamento de Negrete (1726), que estableció un sistema de ferias para el tráfico entre colonizadores y indígenas. 
A la muerte de su tío el gobierno recayó interinamente en el oidor decano de la Real Audiencia de Chile, Francisco de Sánchez de la Barreda. Esto pese a que Salamanca fue proclamado brevemente como gobernador en Concepción. El virrey del Perú José de Armendáriz, Marqués de Castelfuerte, decidió no confirmar a Barrera y en cambio nombró gobernador a Salamanca, con quien ya había tenido contacto durante el viaje a Lima de este, por 1720. Entre tanto, en 1731, el rey designaba como reemplazante de Gabriel Cano a Bruno Mauricio de Zabala, quien murió en 1736 sin haber asumido el cargo.
Tras dejar el cargo se dedicó de lleno a las operaciones mercantiles. Manuel de Salamanca se casó en Concepción con Isabel de Zabala con quien tuvo tres hijos. A su muerte donó dos propiedades a los jesuitas, en Concepción y Angol.

## Gobierno
Su gobierno no es rico ni en incidencias ni en obras. El acontecimiento más notorio fue una crecida del Río Mapocho, que amenazó con inundar Santiago el 29 de octubre de 1734. En ese trance el gobernador dirigió el reforzamiento de los derruidos tajamares de la ciudad. También emprendió durante su mando obras de reparaciones en la cárcel de Santiago, de los puentecillos sobre las acequias de la ciudad y algunas refacciones en conventos que estaban ruinosos.
Su juicio de residencia lo retrata como una persona devota, que personalmente rondaba el puente de Santiago en verano para evitar que hombres y mujeres se bañasen juntos durante la noche, o que participaba ostensiblemente en procesiones dominacales y ejercicios religiosos. También como una autoridad que hizo uso de su cargo para enriquecerse, pues mantuvo durante su ejercicio una tienda pública en Concepción, traficó ropa desde Mendoza usando como bodega el palacio y despachando los envíos a altas horas para disimular las operaciones. Este último negocio supuestamente lo habría realizado a medias con la viuda de su tío Gabriel, Francisca Velas. También se le acusaba de haber tratado de enriquecerse con ocasión de un remate de derechos reales sugiriendo que se le sobornase por esos títulos. Así mismo, habría realizado tráfico de telas con la ayuda de los jesuitas y se habría relacionado fuertemente con la Marquesa de Villapalma, apadrinando a diversos miembros de su familia.
También el proceso lo releva como un político hábil y bien relacionado que consiguió la retractación de varias acusaciones y cartas de apoyo o agradecimiento de diversos dignatarios coloniales.
La sentencia no lo absolvió de los cargos, más bien remitió los antecedentes a España, pero diversos inconvenientes impidieron que Salamanca realizara el viaje de comparecencia y el proceso terminó por estancarse debido a la dilaciones.